# Paul Kämpfe
Paul Kämpfe (* 5. März 1900; † nach 1965) war ein deutscher Politiker (NSDAP) und Bürgermeister von Werdau.

## Leben
Kämpfe stammte aus Leubnitz bei Werdau und war Techniker von Beruf. Er trat zum 11. September 1925 der NSDAP im Gau Sachsen bei (Mitgliedsnummer 18.373). In Werdau war er zum NSDAP-Ortsgruppenleiter ernannt worden.
Nachdem er bereits 1932 erfolglos für den deutschen Reichstag kandidiert hatte, ließ er sich nach der „Machtergreifung“ der Nationalsozialisten als Kandidat für die 6. Wahlperiode des sächsischen Landtags aufstellen. Im Frühjahr 1933 wurde er in den Landtag berufen. Bereits im Oktober 1933 löste sich der Landtag auf.
Für die Reichstagswahl am 12. November 1933 stand Paul Kämpfe auf dem Einheitswahlvorschlag der NSDAP, erhielt aber nach der Wahl kein Mandat.
Als der Reichsstatthalter von Bayern, Franz Ritter von Epp, am 1. Juli 1935 in Werdau eintraf, um von dort aus zu einem Kurzaufenthalt in das Radiumbad Oberschlema zu gelangen, wurde er u. a. von Paul Kämpfe feierlich empfangen.